# Jerzy Bujalski

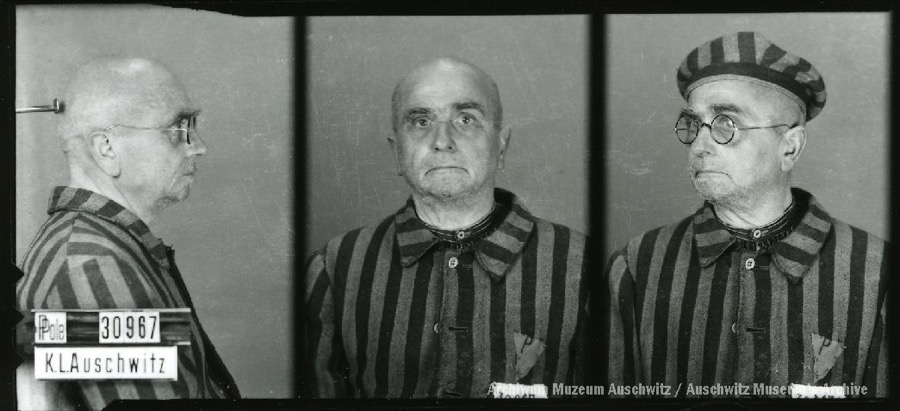
Jerzy Bujalski więzień KL Auschwitz.

Jerzy Wacław Marian Bujalski (ur. 2 lutego 1885 w Płocku, zm. 7 września 1942 w Oświęcimiu) – major lekarz Wojska Polskiego, działacz niepodległościowy, żołnierz Legionów Polskich, uczestnik wojny polsko-bolszewickiej, kierownik resortu zdrowia publicznego w okresie II Rzeczypospolitej, dyrektor szpitala Ubezpieczalni Społecznej.

## Życiorys
Urodził się 2 lutego 1885 w Płocku, w rodzinie Janusza (zm. 1914), i Władysławy z Cybulskich (zm. 1939). W 1903 ukończył gimnazjum praskie w Warszawie i rozpoczął studia na Wydziale Lekarskim Cesarskiego Uniwersytetu Warszawskiego. W tym czasie zaangażował się w ruch niepodległościowo - narodowy. Działał w Związku Młodzieży Polskiej „Przyszłość” (PET) i Związku Młodzieży Polskiej (ZET). W 1905 r. wziął udział w strajku szkolnym. Za swoją działalność został dwukrotnie relegowany z uczelni, a także pozbawiony możliwości studiowania i przebywania na terenie Imperium Rosyjskiego. Jeszcze przed opuszczeniem Warszawy, Bujalski zaangażował się w działalność Związku im. Jana Kilińskiego, skupionego wokół działaczy ZET-u ze środowisk robotniczych. Był jednym z działaczy, którzy w 1906 r. doprowadzili do fuzji z Narodowym Związkiem Robotniczym. Bujalski został kierownikiem dzielnicowej organizacji NZR na Woli i jednocześnie stał na czele  Związku Bojowego NZR. W 1905 r. rozpoczął działalność w Lidze Narodowej, został też komendantem naczelnym Polskiego Związku Wojskowego, który pomimo różnic ideowych, pozostawał w kontakcie ze środowiskiem Związku Walki Czynnej. Z Ligi wystąpił w 1908 r. krytycznie oceniając politykę wobec Rosji oraz pasywny stosunek do kwestii walki o niepodległość. Bujalski w 1908 r. stanął na czele tajnego Polskiego Związku Wojskowego, utworzonego ze środowisk narodowo-niepodległościowych oraz bojowców NZR.
W 1908 r. Bujalski wyjechał, aby kontynuować studia w Pradze. Jednakże dyplom obronił na Uniwersytecie Jagiellońskim w Krakowie, gdzie uzyskał w 1911 r. tytuł doktora wszech nauk lekarskich.

## I wojna światowa
Po wybuchu I wojny światowej został komisarzem Rządu Narodowego na powiat tarnowski. Później na mocy rozkazu Komendy Legionów Polskich został lekarzem 2 szwadronu kawalerii Legionów Polskich. W styczniu 1915 przeniesiono go jednak do odtworzonych szpitali w Konigsfeld i Dombo, a jego obowiązki na froncie przejął dr Adam Pager.

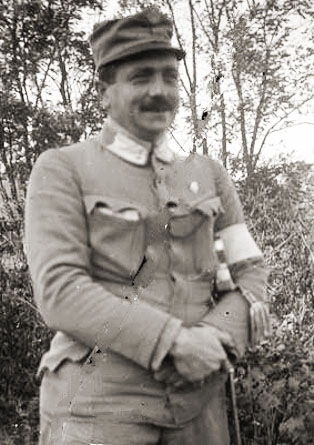
Bujalski podczas służby w Legionach

Po kilkumiesięcznych wyczerpujących działaniach bojowych w Karpatach, w połowie marca 1915 r. w Kołomyi reorganizowano na nowo Legiony Polskie. W maju pododdziały połączono w 11 Brygadę Legionów Polskich. Z dwóch szwadronów kawalerii utworzono II dywizjon kawalerii, którego Bujalski w stopniu porucznika, został lekarzem dywizjonu. W wyniku działań frontowych, zdrowie lekarza się pogorszyło. Został zwolniony ze służby w Legionach i skierowany do Tarnowa, gdzie 15 listopada 1915 roku objął posadę dyrektora szpitala powszechnego. Pełnił tę funkcję do 1922 r.

## II Rzeczpospolita
Po odzyskaniu przez Polskę niepodległości ponownie zaangażował się w działalność NZR, na zjeździe w 1919 r. został członkiem Rady Głównej. Rok później brał udział w Kongresie Zjednoczeniowym Narodowego Związku Robotniczego i Narodowego Stronnictwa Robotników, w wyniku którego powstała Narodowa Partia Robotnicza, której w 1921 r. został wiceprezesem. 
Prawdopodobnie nie pełnił czynnej służby wojskowej podczas wojny polsko-bolszewickiej, gdyż kierował szpitalem w Tarnowie. Natomiast w Drugiej Liście Oficerów Rezerwowych WP, wydanej w 1922 r., w korpusie Służby Zdrowia został wymieniony jako porucznik w poz. 354. W Roczniku Oficerskim z 1923 r. pojawia się jako major rezerwy (poz. 411) z przydziałem do 1. Batalionu Sanitarnego w Warszawie ze starszeństwem z 01.06.1919 r. W 1934 r. pozostawał w ewidencji Powiatowej Komendy Uzupełnień Warszawa Miasto III. Był przydzielony do Kadry Zapasowej 1 Szpitala Okręgowego.
Po wojnie z bolszewikami, Bujalski został 29 marca 1922 roku podsekretarzem stanu w Ministerstwie Zdrowia Publicznego w drugim rządzie Antoniego Ponikowskiego. W kolejnych rządach Artura Śliwińskiego, Juliana Nowaka i Władysława Sikorskiego, Witold Chodźko pozostaje ministrem zdrowia publicznego, a Bujalski podsekretarzem stanu. Natomiast w drugim rządzie Wincentego Witosa  Od 28 maja do 14 grudnia 1923 został kierownikiem tego resortu. Podczas zarządzanie resortem, najważniejszymi sprawami było opanowanie epidemii na wschodnich terenach Polski, czy budowa systemu ochrony zdrowia. Po upadku rządu, ministerstwo zostało zlikwidowane.
Po zakończeniu działalności w ministerstwie, Bujalski zajął się pracą w publicznej służbie zdrowia. Prowadził również intensywną działalność społeczną w lekarskich organizacjach zawodowych. Włączył się w prace Izby Lekarskiej Warszawsko-Białostockiej oraz wchodził w skład Naczelnej Izby Lekarskiej. Od 1926 r. kierował zespołem redakcyjnym czasopisma „Lekarz Polski”. Pracował w Związku Zakładów Ubezpieczeń Pracowników Umysłowych oraz Ogólnopaństwowym Związku Kas Chorych. W tej ostatniej organizacji w 1933 r. pełnił funkcję głównego inspektora lecznictwa. Był dyrektorem Szpitala Ubezpieczalni Społecznej w Warszawie.

## II wojna światowa
Nie istnieje dokumentacja poświadczająca przebieg służby Bujalskiego we wrześniu 1939 r. Ze względu na wiek (w chwili wojny miał 54 lata) był zaliczony do grupy oficerów pospolitego ruszenia. Podczas okupacji niemieckiej przebywał w Warszawie, gdzie nawiązał współpracę z Delegaturą Rządu na Kraj. 8 stycznia 1942 roku został aresztowany przez Gestapo i osadzony na Pawiaku. Po śledztwie, 17 kwietnia 1942 roku wysłany do Auschwitz, gdzie zginął 7 września 1942 roku.
Jego symboliczny grób znajduje się na cmentarzu Powązkowskim w Warszawie (kwatera 289-1-4).
W 2022 roku Fundacja ,,Stare Powązki" na zlecenie Kancelarii Prezesa Rady Ministrów, w ramach projektu odrestaurowywania grobów ministrów II RP, odnowiła miejsce grób J. Bujalskiego.

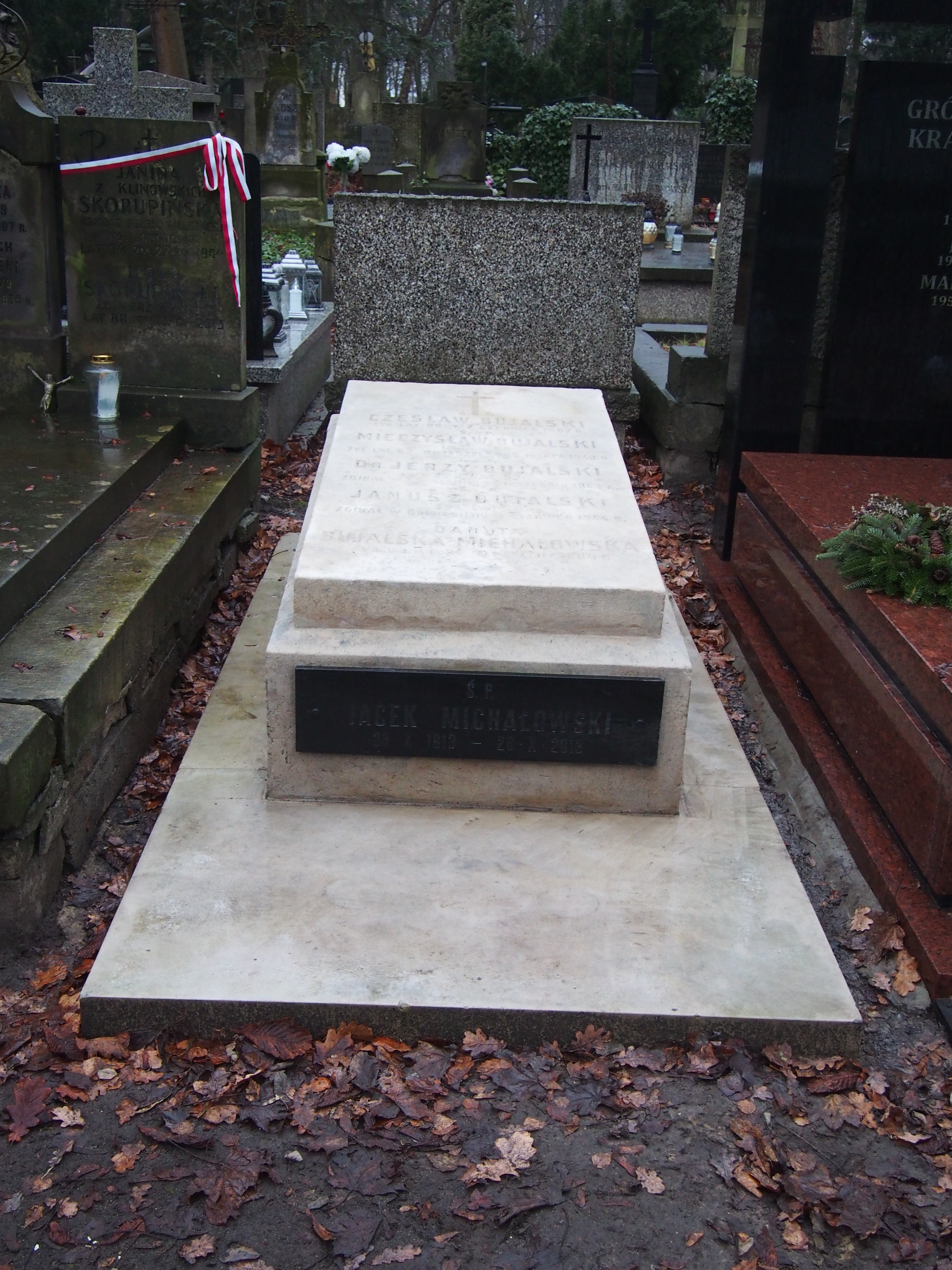
Grób Jerzego Bujalskiego po renowacji

## Życie prywatne
Od 1911 był mężem Marii ze Skoczylasów (1886–1977).

## Ordery i odznaczenia
- Krzyż Komandorski Orderu Odrodzenia Polski (2 maja 1923)[10][11]
- Krzyż Niepodległości (13 kwietnia 1931)[12][13]
- Krzyż Walecznych (dwukrotnie)[2]
- Wielki Oficer Orderu Gwiazdy Rumunii (Rumunia)[2]